# Йорданка Стоянова
Йорданка Стоянова е български агроном, селекционер на фасул и слънчоглед, ст.н.с. I ст., доктор на науките.
Родена е на 14 ноември 1926 г. в с. Блъсковци, област Велико Търново. Завършва Агрономически факултет на СУ - София през 1950 г. От 1953 г. започва работа в Добруджански земеделски институт, където работи до пенсионирането си през 1984 г.
От 1953 до 1963 година Стоянова създава два сорта фасул – „Добруджански 2“ и „Добруджански 7“ – основни сортове, отглеждани в нашата страна. Първа в България тя започва селекционна работа по създаване на хибриди слънчоглед. Откривател е на цитоплазматичната мъжка стерилност (ЦМС) при слънчогледа за получаване на простолинейни хибриди. В продължение на 25 години създава редица самоопрашени линии и хибриди слънчоглед, които получават световно признание и се внедряват в производството в България и в чужбина. Създадената под нейно ръководство линия 2607 става основен компонент на редица хибриди, в т.ч. на хибрида „Албена“ – световен стандарт от групата на ранозрелите хибриди слънчоглед. Стоянова е съавтор на българските хибриди „Старт“, „Супер Старт“, „Сантафе“, „Сан Лука“, „LG-5410“, „Декалб-3795“ и на още 22 хибрида с участието на линия 2607 – майчината линия на хибрид „Албена“.
Получените от Стоянова експериментални резултати са обобщени в над 150 научни статии и публикувани в наши и чуждестранни списания. Съавтор е на 4 книги и монографии.